# Strike (jeu télévisé)
Pour les articles homonymes, voir Strike.
Strike est un jeu télévisé français présenté par Vincent Lagaf' comportant deux saisons. La première est diffusée en première partie de soirée généralement le mercredi sur C8 entre le 30 mai 2018 et le 6 février 2019. La deuxième saison est diffusée en access prime-time du 29 juillet 2019 au 23 août 2019.

## Concept
Deux personnalités accompagnent un candidat anonyme pour l'aider à répondre à une pyramide de 12 questions de culture générale afin de remporter la somme de 50 000 €. Avant chaque question qui comporte initialement 12 propositions de réponse, un des participants tente de renverser un maximum de quilles avec une boule de bowling afin de réduire le nombre de choix de réponse possibles.
Pour chaque niveau de la pyramide des gains, le thème de la question est révélé, puis l'un des participants en alternance à chaque niveau, sélectionne la boule de bowling de son choix et tente de renverser les dix quilles en maximum deux lancers.

## Version étrangère
Le format télévisé a été exporté en Maroc avec le même titre français, diffusé sur la chaîne MBC 5 entre 2019 et 2021 et présenté par Hamza Filali[réf. nécessaire].